# Lüroth-expansie
De Lüroth-expansie of Lüroth-ontwikkeling van een reëel getal {\displaystyle x} uit het halfopen interval (0,1] is een rij van gehele getallen {\displaystyle a_{1},a_{2},a_{3},\ldots }, alle groter dan of gelijk aan 2, zodat {\displaystyle x} geschreven kan worden als een reeks van de volgende vorm: 
{\displaystyle {\frac {1}{a_{1}}}+{\frac {1}{a_{1}(a_{1}-1)a_{2}}}+{\frac {1}{a_{1}(a_{1}-1)a_{2}(a_{2}-1)a_{3}}}+\dots +{\frac {1}{a_{1}(a_{1}-1)\dots a_{n-1}(a_{n-1}-1)a_{n}}}+\dots } [1]
Deze expansie werd in 1883 door de Duitse wiskundige Jacob Lüroth beschreven en onderzocht. Hij vond onder meer dat elk getal {\displaystyle x} uit het halfopen interval (0,1] op een unieke wijze kan geschreven worden als een dergelijke reeks, en dat omgekeerd elke reeks van de vorm [1] convergeert naar een getal uit (0,1]. De {\displaystyle n}-de term in een Lüroth-reeks is immers kleiner dan of gelijk aan {\displaystyle 1/2^{n}} en gaat naar nul als {\displaystyle n} naar oneindig gaat; dus convergeert de reeks. Er bestaat bijgevolg een een-op-eenrelatie tussen getallen uit (0,1] en rijen {\displaystyle a_{1},a_{2},a_{3},\ldots } van gehele getallen groter dan of gelijk aan 2. Lüroth bewees ook dat elk rationaal getal ofwel een eindige ofwel een periodieke Lüroth-ontwikkeling heeft, en dat elk irrationaal getal een oneindige Lüroth-ontwikkeling heeft.
Voorbeeld: de Lüroth-reeks met coëfficiënten (2, 4, 6, 8, ...) convergeert naar het getal {\displaystyle 1-{\frac {1}{e}}}.

## Berekening
De coëfficiënten uit de reeksontwikkeling [1] kunnen met het volgende algoritme berekend worden:
- Stel {\displaystyle t_{0}=x}
- Bereken voor {\displaystyle n=0,1,2,\ldots }
  - {\displaystyle a_{n+1}=\left\lfloor {\frac {1}{t_{n}}}\right\rfloor +1} (hierin is {\displaystyle \lfloor x\rfloor } de entier-functie, dit is het grootste geheel getal dat niet groter is dan {\displaystyle x})
  - {\displaystyle t_{n+1}=a_{n+1}(a_{n+1}-1)\left(t_{n}-{\frac {1}{a_{n+1}}}\right)}
- Stop wanneer {\displaystyle t_{n}} het reciproke is van een natuurlijk getal; dan is {\displaystyle a_{n+1}={\frac {1}{t_{n}}}}
- Wanneer de {\displaystyle a_{n+1}} gelijk is aan {\displaystyle x} is de Lüroth-ontwikkeling periodiek.

### Berekeningsvoorbeeld
We berekenen de Lüroth-ontwikkeling van {\displaystyle x=11/18}
{\displaystyle t_{0}=11/18}
{\displaystyle a_{1}=\lfloor {18/11}\rfloor +1=2}
{\displaystyle t_{1}=2\cdot 1\cdot (11/18-1/2)=4/18=2/9}
{\displaystyle a_{2}=\lfloor {9/2}\rfloor +1=5}
{\displaystyle t_{2}=5\cdot 4\cdot (2/9-1/5)=20/45=4/9}
{\displaystyle a_{3}=\lfloor {9/4}\rfloor +1=3}
{\displaystyle t_{3}=3\cdot 2\cdot (4/9-1/3)=6/9=2/3}
{\displaystyle a_{4}=\lfloor {3/2}\rfloor +1=2}
{\displaystyle t_{4}=2\cdot 1\cdot (2/3-1/2)=2/6=1/3}
{\displaystyle a_{5}=3}
De Lüroth-ontwikkeling van 11/18 is dus {2,5,3,2,3}:
{\displaystyle {\frac {11}{18}}={\frac {1}{2}}+{\frac {1}{2\cdot 1\cdot 5}}+{\frac {1}{2\cdot 1\cdot 5\cdot 4\cdot 3}}+{\frac {1}{2\cdot 1\cdot 5\cdot 4\cdot 3\cdot 2\cdot 2}}+{\frac {1}{2\cdot 1\cdot 5\cdot 4\cdot 3\cdot 2\cdot 2\cdot 1\cdot 3}}={\frac {1}{2}}+{\frac {1}{10}}+{\frac {1}{120}}+{\frac {1}{480}}+{\frac {1}{1440}}}